# Tomé Ferreira da Silva
Dom Tomé Ferreira da Silva (Cristina, 17 de maio de 1961) é um bispo católico brasileiro e bispo-emérito da Diocese de São José do Rio Preto.

## Formação
Filho de Sebastião Ferreira da Silva e Ana Ferreira da Silva, ingressou no seminário diocesano Nossa Senhora das Dores em Campanha em 1975. Graduou-se em filosofia no seminário diocesano São José, em Três Corações e em teologia no Instituto Teológico Sagrado Coração de Jesus, em Taubaté. Também concluiu os cursos de graduação em estudos sociais e em história na Universidade Vale do Rio Verde, em Três Corações. É mestre em filosofia pela Pontifícia Universidade Gregoriana, em Roma.

## Presbiterado
Foi ordenado padre no dia 1 de janeiro de 1987 em sua cidade natal por Dom Tarcísio Ariovaldo Amaral, então bispo diocesano de Campanha. Nessa diocese foi pároco em Boa Esperança, Heliodora, Natércia e Três Corações. Foi também reitor do Seminário Nossa Senhora das Dores. Na arquidiocese de Pouso Alegre foi professor de filosofia no Seminário Arquidiocesano Nossa Senhora Auxiliadora.

## Episcopado
Em 9 de março de 2005 foi nomeado pelo Papa João Paulo II, bispo titular de Giufos e auxiliar da Arquidiocese de São Paulo. Recebeu a ordenação episcopal na cidade de Cristina em 13 de maio desse mesmo ano, das mãos de Dom Cláudio Hummes. Desde então era vigário  episcopal na Região Episcopal Ipiranga, vigário-geral da Arquidiocese de São Paulo, moderador da Cúria Metropolitana de São Paulo e assessor dos Movimentos e Associações Leigas, da catequese na Arquidiocese de São Paulo e dos seminários da arquidiocese e da Pastoral Vocacional. Seu lema episcopal é Santidade na verdade e caridade. Foi o bispo responsável pela Região Episcopal Ipiranga.
No dia 26 de setembro de 2012 foi nomeado pelo Papa Bento XVI para bispo diocesano de São José do Rio Preto.
Seu episcopado, no entanto, foi pontuado por escândalos sexuais. Em junho de 2015, Dom Tomé foi acusado de desviar dinheiro da diocese para seu motorista, com quem teria um relacionamento amoroso. Segundo o bispo, as acusações eram boatos relatados em carta enviada por desconhecidos ao Vaticano, que por sua vez, determinou ao arcebispo de São Paulo, cardeal Dom Odilo Scherer, que apurasse o assunto. Dom Odilo, na época, julgou as acusações improcedentes e o caso foi arquivado.
Em agosto de 2018, o bispo de Santo Amaro, Dom José Negri, PIME, foi nomeado pela Santa Sé para apurar denúncia de que Dom Tomé estaria acobertando padres acusados de pedofilia e pornografia e que ele próprio teria trocado mensagens de cunho sexual com um jovem. Dom Negri ouviu depoimentos de padres e seminaristas. Após essas denúncias e investigação, Dom Tomé renunciou, em setembro, às funções de coordenador regional da Arquidiocese de Ribeirão Preto e de moderador do Tribunal Eclesiástico Interdiocesano, que atende as cidades de São José do Rio Preto, Catanduva, Jales e Votuporanga que acumulava com a de bispo de São José do Rio Preto.
Enfim, em 13 de agosto de 2021, a gravação de uma videochamada de cunho libidinoso com Dom Tomé e outro homem espalhou-se nas redes sociais. Este novo escândalo fez com que Dom Tomé se afastasse do governo da diocese. O clérigo teve sua renúncia aceita ao governo pastoral em 18 de agosto de 2021..